# 長元寺
長元寺（ちょうげんじ）は、東京都文京区向丘にある日蓮宗の寺院。山号は高耀山。旧本山は身延山久遠寺、通師法縁。加賀藩前田家の江戸の菩提寺として栄えた。境内には桜間青崖（画家）、小島成斎（書家）、野口犀陽（儒学者）等の墓所がある。

## 歴史
寛永4年（1627年）随玄院（加賀藩主前田吉徳の母）が開基となり、谷中感応寺中興の尊重院日長（慶安4年（1651年）没）を開山に創建。寛文2年（1662年）千駄木から現在地へ移転した。

## 参考資料
- 日蓮宗寺院大鑑編集委員会『宗祖第七百遠忌記念出版 日蓮宗寺院大鑑』大本山池上本門寺 (1981年)
- 三島政行、神谷信順 編『府内備考（第42）』国立国会図書館
- 常岡裕光『観如院日透上人』長元寺（1936年）

座標: 北緯35度43分17.7秒 東経139度45分20.1秒 / 北緯35.721583度 東経139.755583度